# Prionosthenus liebmanni
Prionosthenus liebmanni är en insektsart som beskrevs av Werner 1939. Prionosthenus liebmanni ingår i släktet Prionosthenus och familjen Pamphagidae. Inga underarter finns listade i Catalogue of Life.